# Polizia antisommossa
La polizia antisommossa o squadre antisommossa è una branca della polizia addestrata specificamente a intervenire in caso di sommosse, rivolte e manifestazioni violente. La polizia ordinaria e quella armata hanno la possibilità di usare manganelli e scudi antisommossa. A partire dal 1980 vengono adoperati anche gas lacrimogeni, cannoni spara acqua e armi da fuoco con munizioni di gomma. In alcuni casi sono anche state utilizzate munizioni vere per ferire più gravemente.

## Equipaggiamento antisommossa

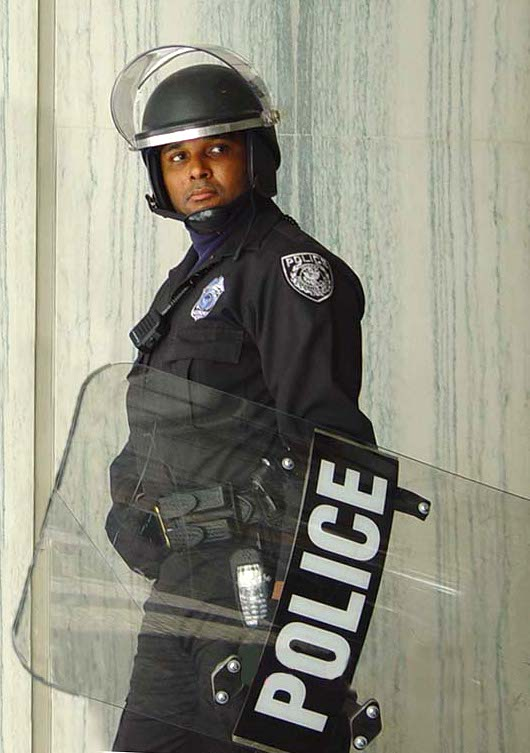
Un poliziotto del Servizio di protezione federale in tenuta

La polizia antisommossa usa spesso attrezzature speciali per proteggersi. L'equipaggiamento antisommossa in genere include armature, manganelli ed elmetti antisommossa. Molte squadre di polizia antisommossa schierano anche armi specialistiche non letali come gas lacrimogeni, fucili a proiettili di gomma, granate assordanti, cannoni ad acqua e dispositivi acustici a lungo raggio.

## Elenco

### Africa
| Nazione | Denominazione        | Soprannome |
| ------- | -------------------- | ---------- |
| Kenya   | General Service Unit | GSU        |

### America
| Nazione  | Denominazione                      | Soprannome |
| -------- | ---------------------------------- | ---------- |
| Brasile  | Rondas Ostensivas Tobias de Aguiar | ROTA       |
| Colombia | Escuadrón Móvil Antidisturbios     | ESMAD      |

### Asia
| Nazione   | Denominazione                | Soprannome |
| --------- | ---------------------------- | ---------- |
| Giappone  | 機動隊 (Kidō-tai?)           |            |
| Indonesia | Korps Brigade Mobil          | BRIMOB     |
| Malaysia  | Pasukan Simpanan Persekutuan | FRU        |

### Europa
| Nazione  | Denominazione                                                          | Soprannome                             |
| -------- | ---------------------------------------------------------------------- | -------------------------------------- |
| Francia  | Compagnie républicaine de sécurité Gendarmerie mobile                  | CRS GM                                 |
| Germania | Bereitschaftspolizei                                                   | BEPO                                   |
| Italia   | Reparti mobili della Polizia di Stato Prima Brigata mobile carabinieri | Celere / Celerini Prima brigata mobile |

### Oceania
| Nazione   | Denominazione                                                          | Soprannome |
| --------- | ---------------------------------------------------------------------- | ---------- |
| Australia | Public Order and Riot Squad Victoria Police Public Order Response Team | PORS PORT  |